# Moskee van Sultan Abu al-Ila
Moskee van Sultan Abu al-Ila (Arabisch: السلطان أبو العلا) is een moskee in de Egyptische hoofdstad Caïro. De moskee is rond 1485 gebouwd door Ibn al-Qanish al-Burullusi en is genoemd naar Sjeik Husayn Abu 'Ali. Deze sjeik is hier kort na zijn dood in een mausoleum begraven. In de 19e eeuw zijn er wijzigingen aangebracht aan het gebouw, alleen het mausoleum, de ingang, de oostelijke muur en de minaret zijn nog origineel. 
Het gebouw rust op 23 witte marmeren zuilen. De vloer is gemaakt van Indiaas teakhout. Het versierde plafond is bedekt met bladgoud en de binnenmuren en koepels zijn versierd met islamitisch gekleurde inscripties. De koepel aan de buitenkant is van steen. De lokale bevolking blijft de in het mausoleum begraven heilige bezoeken, wiens baraka, of zegen, en voorbede nog steeds erg belangrijk zijn in hun leven.

## Afbeeldingen

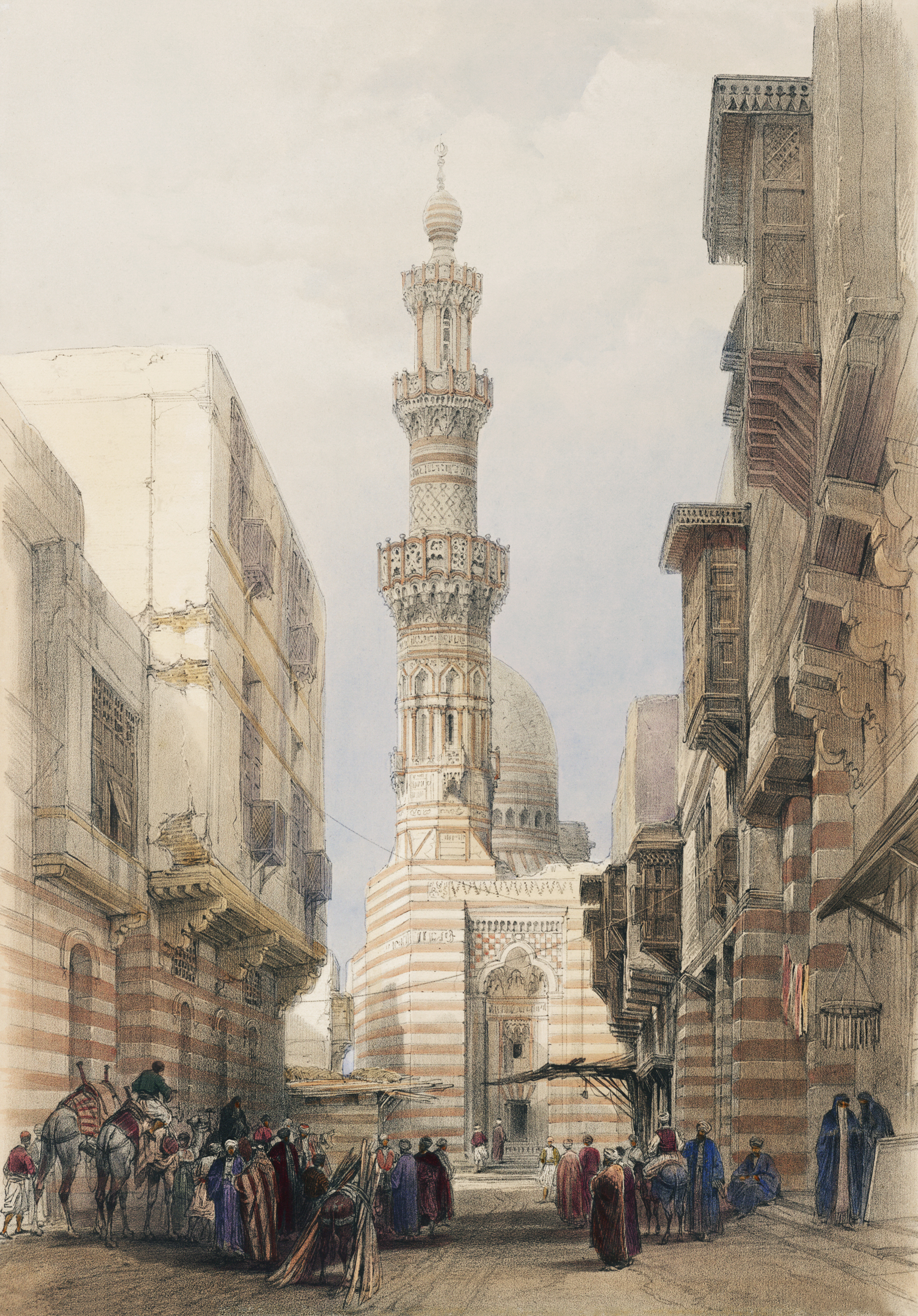
De moskee circa 1840
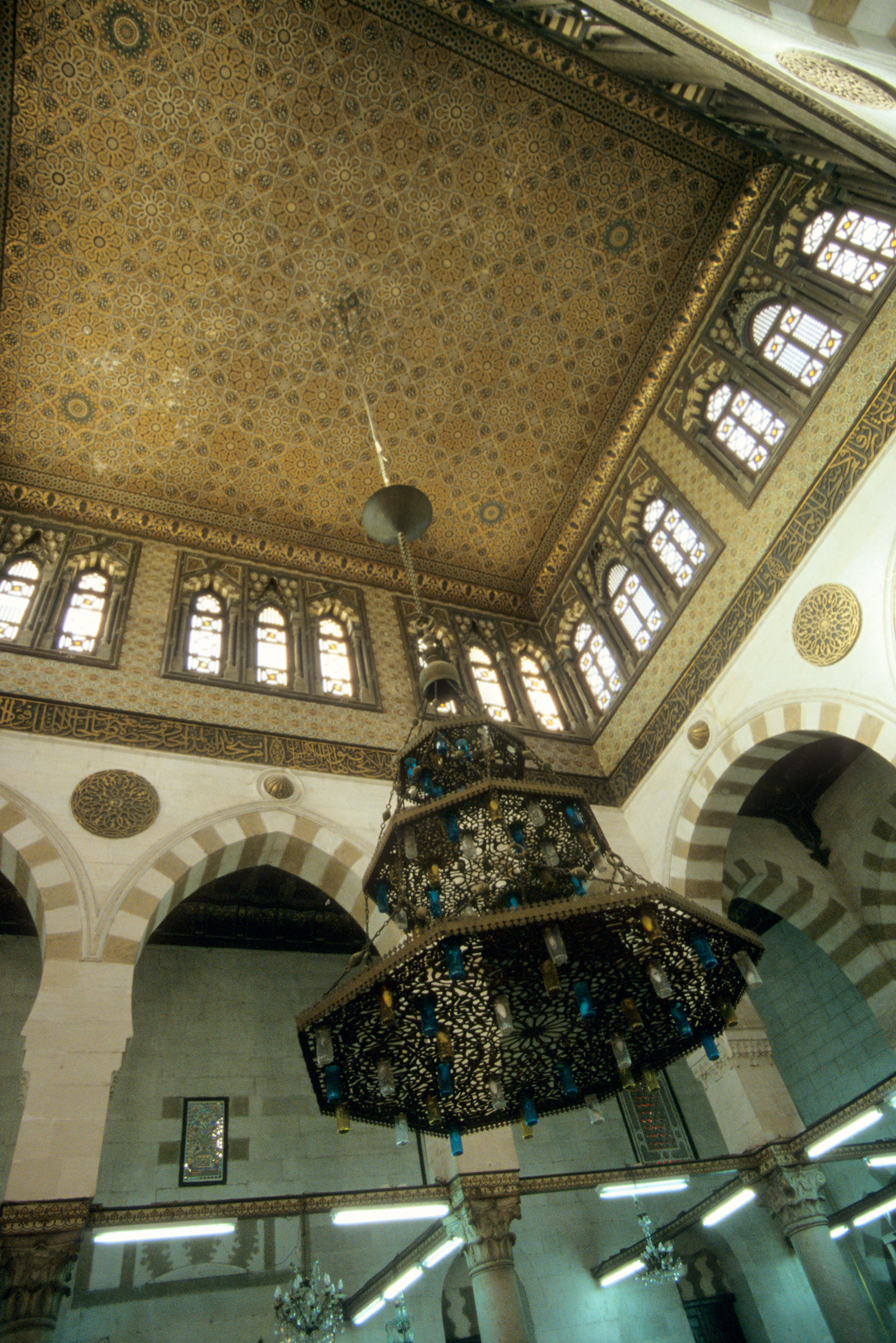
Verguld plafond
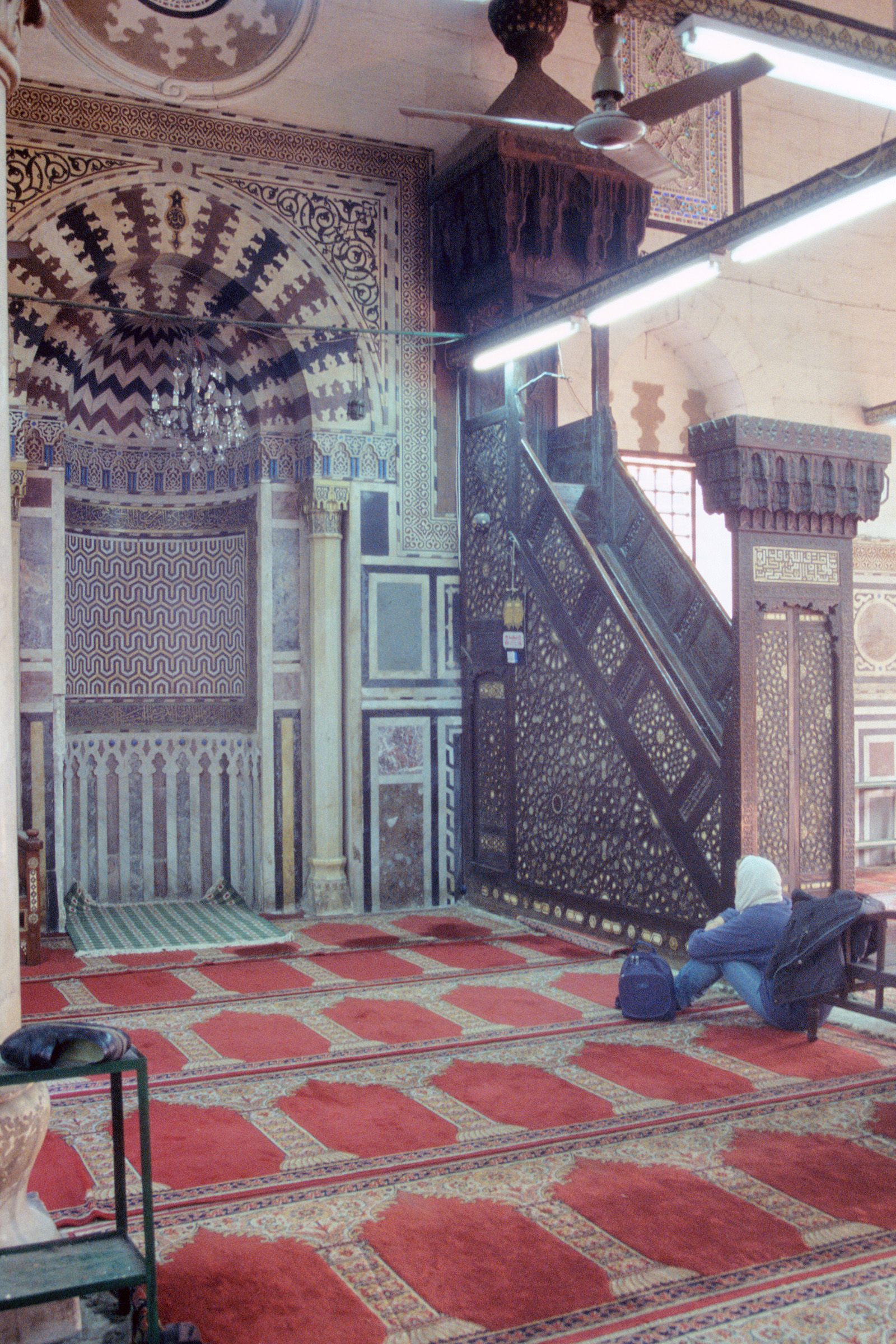
Mihrab en minbar